# Малий Чумгак
Малий Чумгак, Чумгак-Боярка — річка в Україні, у Золотоніському районі Черкаської області. Ліва притока Чумгака (басейн Дніпра).

## Опис
Довжина річки приблизно 12 км. На деяких ділянках пересихає.

## Розташування
Бере початок на південно-східній околиці селища Червона Дача. Тече переважно на південний схід через Яворівку і впадає у річку Боярку, праву притоку Чумгака.